# Goebelobryum
Goebelobryum là một chi rêu trong họ Acrobolbaceae.